# City of Launceston
City of Launceston är en kommun i Australien. Den ligger i delstaten Tasmanien, i den sydöstra delen av landet, omkring 170 kilometer norr om delstatshuvudstaden Hobart. Antalet invånare var 65 274 vid folkräkningen 2016.
Följande samhällen finns i Launceston:
- Launceston
- Newnham
- Newstead
- West Launceston
- Summerhill
- Invermay
- East Launceston
- Mayfield
- Karoola
- Lilydale
- Gravelly Beach
- Underwood
- Nunamara
- Dilston
- Lebrina
- Blessington